# Straßberg (Zollernalbkreis)
Straßberg település Németországban, azon belül Baden-Württembergben. Lakosainak száma 2521 fő (2023. december 31.). Straßberg Albstadt, Winterlingen és Stetten am kalten Markt községekkel határos.

## Népesség
A település népessége az elmúlt években az alábbi módon változott:
| Lakosok száma | 2327 | 2460 | 2477 | 2443 | 2480 | 2521 |
|               | 1975 | 2017 | 2019 | 2021 | 2022 | 2023 |